# Sämra Rähimli
Sämra Rähimli, född 19 oktober 1994, är en azerisk sångerska.

## Eurovision
Den 10 mars 2016 meddelades det att Sämra blivit utvald internt av İTV till att representera Azerbajdzjan i Eurovision Song Contest 2016 i Stockholm. Hennes bidrag "Miracle" presenterades den 13 mars 2016.
Hon framförde bidraget i den första semifinalen i Globen den 10 maj 2016.

## Diskografi

### Singlar
- 2015 - "O sevir"
- 2016 - "Miracle"